# Israir Airlines
ISRAIR Airlines (in ebraico ישראייר‎?), chiamata col nome commerciale Israir, è una compagnia aerea con base a Tel Aviv, Israele. Opera voli interni e charter dagli aeroporti di  Haifa, Ben Gurion e Eilat.
Opera anche nei voli VIP ed è la seconda aerolinea più grande di Israele dopo El Al. La compagnia ha dichiarato di aver preso a modello la low cost americana JetBlue.

## Flotta

### Flotta attuale

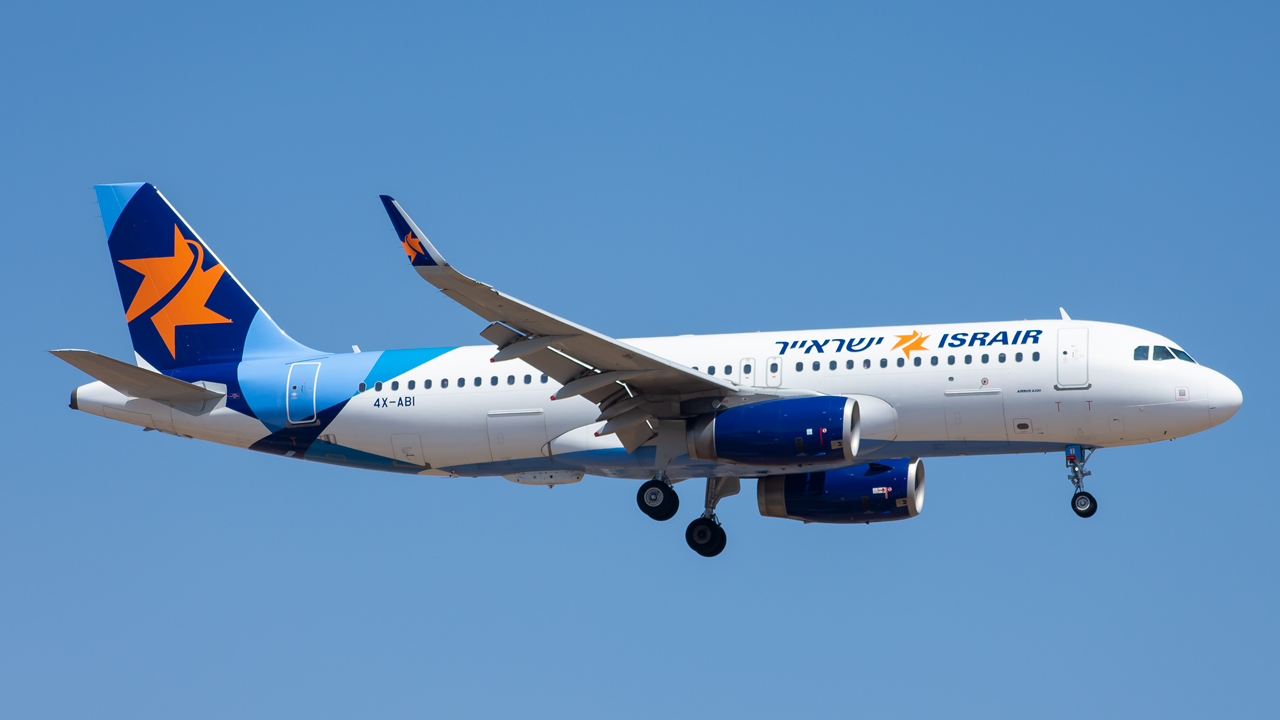
Un Airbus A320-200.

Ad agosto 2024, la flotta di Israir Airlines consiste nei seguenti aeromobili:

### Flotta storica

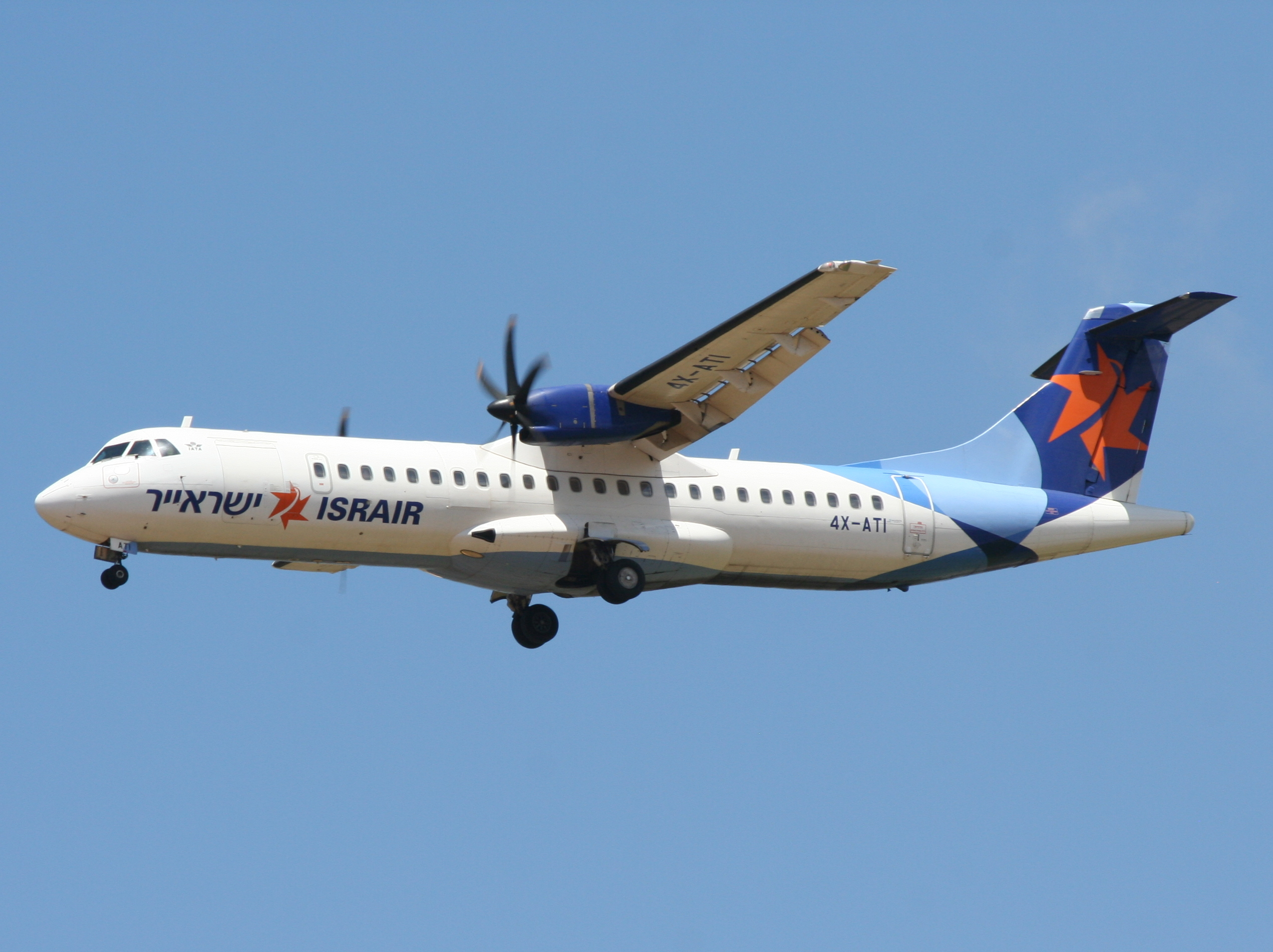
Un ATR 72-500.

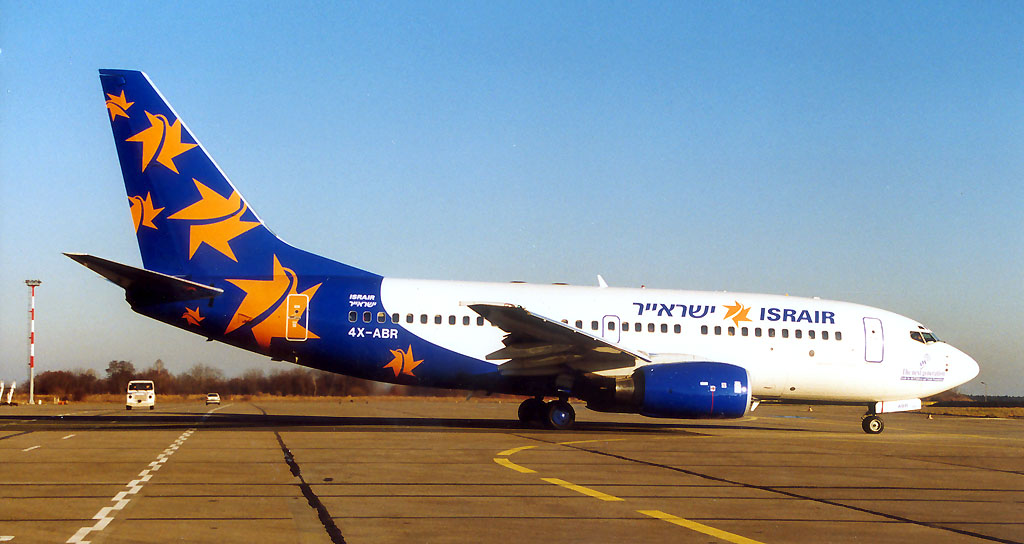
Un Boeing 737-700.

Nel corso dagli anni, Israir Airlines ha operato con i seguenti aeromobili: